# 東海職業能力開発大学校附属浜松職業能力開発短期大学校
東海職業能力開発大学校附属浜松職業能力開発短期大学校（とうかいしょくぎょうのうりょくかいはつだいがっこうふぞくはままつのうりょくかいはつたんきだいがっこう）は、静岡県浜松市にある職業能力開発短期大学校である。愛称はポリテクカレッジ浜松。厚生労働省所管の独立行政法人高齢・障害・求職者雇用支援機構が設置・運営する。

## 沿革
- 1982年（昭和57年）4月 - 浜松職業訓練短期大学校の設立

生産機械科、金属成型科、自動車科、電気科、印刷技術科、工業工芸デザイン科の6科が開設される
- 1993年（平成5年）4月 - 浜松職業能力開発短期大学校に改称
- 2001年（平成13年）4月 - 東海職業能力開発大学校附属浜松職業能力開発短期大学校に改称
- 2012年（平成24年）4月 ‐ 訓練系・科の改編により、電気エネルギー制御科の訓練を開始、2019年現在の訓練科（4科）になる。
- 2015年（平成27年）4月 - 静岡支部東海職業能力開発大学校附属浜松職業能力開発短期大学校に改称、東海職業能力開発校浜松校とも呼ばれる。

## 設置訓練科
- 生産技術科（25名）
- 電気エネルギー制御科（20名）
- 電子情報技術科（20名）
- 電気技術科（12名、日本版デュアルシステム、10月入校）

## 在職者訓練
在職者訓練として、ものづくり分野の能力開発セミナー（高度職業訓練の専門短期課程）を実施している。

## 所在地
- 静岡県浜松市南区法枝町693